# なんてっ探偵アイドル
『なんてっ探偵♥アイドル』（なんてったんていアイドル）は、北崎拓による日本の推理漫画。原案協力に井上敏樹の名前が表記されている。

## 概要
『週刊ヤングサンデー』（小学館）に2000年28号から2004年34号まで連載された。単行本は全18巻。
アイドルユニット「トリコロール」が成長して行く模様と、メンバーの1人である白瀬アキラの推理を描く作品。ミステリーとしての謎解きはシンプルであるが、エリート刑事なのにアイドルマニアの室戸龍之介、アキラの正体を知らないクラスメートの成宮清春、怪盗の顔を持つロックスターの片岡氷介などにより、複数のプロットを束ねたエンターテインメントに仕上げてある。
「SIMPLEキャラクター2000シリーズ」の1つとして、ジグソーパズルゲーム『SIMPLEキャラクター2000シリーズ Vol．14 なんてっ探偵アイドル THE ジグソーパズル』が発売された。
単行本最終18巻の北崎の文によれば、本作のアイデア、「アイドルで探偵で3人組」を提案してきたのは、『ヤングサンデー』の編集長だとのこと。北崎本人は犯人捜しを目的として推理小説を読むようなこともしないため、推理物のアイデアを出してくれた井上ら脚本協力者への謝辞を述べている。

## 主な登場人物
トリコロール
白瀬アキラ
本名：日向亜希良。16歳、高1。普段は眼鏡をかけているが芸能活動中はコンタクトレンズを使用。学校では地味な存在で、芸能活動をしていることを知っているのはごく少数。
父親は考古学者で世界のあちこちを調査中。幼い頃はアキラもいっしょに世界中を巡っていた。現在は叔父家族の家に居候中。
髪型は当初青のボブカットで学校ではツインテールであったが、あげは加入後は茶髪のロングヘア(学校時も同様)になっている。
青井梨奈
本名は龍ケ江梨奈。17歳、高2。父母は亡く、駄菓子屋を営む祖母、弟3人と暮らしている。
スポーツ万能で、プロレスに至っては女子プロレスから声がかかるほど。
髪型は金髪のストレートロングであったが、あげは加入後はパーマのセミロングになっている。
赤坂可菜子
本名：明坂可菜子。13歳、中2。
警察官僚の一族に育ち、幼い頃から歌などの稽古を積んでいるが、家族は芸能活動には反対。亡姉、兄も警察官（キャリア）。
姉は「サンタクロース」と称される連続殺人犯に殺害されており、サンタクロース逮捕のため警官を目指すとしてトリコロールから脱退した。
新条あげは
15歳、中3。
オーディションを受け、可菜子に代わってトリコロールのメンバーとなる。メンバーに加わった後、アキラの通う学校の中等部に転入してくる。
日影谷カオル
トリコロールが所属する弱小芸能プロダクション「メガヒット・プロモーション」の社長。
かつては人気バンドグループ「ユニオン・ジャック」のメンバーだった。
室戸龍之介
警視庁捜査一課警部、キャリア。
アイドル好きであり、事件を通じてたびたびトリコロールと一緒になる。
成宮清春
亜希良のクラスメート。元々アイドルファンであったが、トリコロール・アキラの大ファンとなる。
片岡氷介
ロックスター。映画の共演からトリコロールと知り合う。トリコロールの2ndシングルなど楽曲を提供している。
「怪盗リスト」という裏の顔を持つ。
怪盗リスト
予告状を出し、盗んだ品物の代わりにフランツ・リストの楽譜の一部（『ラ・カンパネッラ』など）を残して行くことから、「怪盗リスト」と称される。
明坂鋭一
初登場時は警視庁日比谷署副署長、キャリア。可菜子の実兄。
藤巻ゆかり
新人アイドル。トリコロールのライバルポジションとなる。後にアキラの学校へ転校してきてクラスメートにもなる。
サンタクロース
十数年前にも世間を騒がせた連続殺人犯。
被害者の傍に靴下に入れた「被害者の欲しがってたもの」を置いておくことか　ら、「サンタクロース」と称される。
可菜子の実姉を殺害している。
外見は片岡氷介とうりふたつで、事情を知らないアキラは素顔のサンタクロースと片岡を間違えていた。
また、警察は怪盗リストとサンタクロースを同一人物と推定している。
山吹美奈斗
実在のグラビアアイドル。事件に巻き込まれた後にメガヒット・プロモーションへ所属。
登場は無いが、終盤でも行動予定のホワイドボードで名前が記されている。
メディアミックス企画の一端で作中に登場。上述のSIMPLEキャラクター2000シリーズのゲームにも「激レア写真」として収録されている。

### ネクスト・ジェネレーション
最終2話は「ネクスト・ジェネレーション 〜再びトリコに…〜」として本編の十数年後として登場人物のその後を描いている。
梨奈の妊娠、引退の後のトリコロールはアキラとあげはの2人でしばらく活動していたが、自然消滅したことが語られている。
- アキラ - 成宮清春と結婚。
- 梨奈 - 室戸龍之介と結婚。梨奈の実家（龍ケ江の駄菓子屋）に居住。
- 可菜子 - 警視正となる。独身。
- あげは - 女優に転向。賞を受賞するなど活躍中。独身。
- 成宮清春 - メガヒット・プロモーションの2代目社長に就任。新生トリコロールのプロジェクトを立ち上げる。
- 室戸龍之介 - 怪盗リストをたびたび逃したことから捜査の現場から広報に転属（いわゆる左遷と見做されている）。しかし、室戸の目に止まり、警察の広報で採り上げられた新人アイドルがブレイクすることから、警察広報がアイドルの登竜門と化している。